# Håkan Ericson
Håkan Georg Ericson (Åby, Norrköping, Suecia, 29 de mayo de 1960) es un entrenador de fútbol sueco. Actualmente está sin club.

## Carrera
En 2001, Ericson se convirtió en entrenador asistente del IFK Norrköping y al año siguiente se convirtió en el entrenador del equipo. Después de llevar al club al descenso en la Allsvenskan del 2002, se tomó un descanso del puesto de entrenador en 2003 y luego trabajó como profesor en el departamento de ciencias de la salud de la Örebro University y se convirtió en responsable del entrenamientos de liderazgo de la Asociación Sueca de Fútbol. Continuó con esto hasta que él y Tommy Söderberg asumieron el cargo de capitanes nacionales de la selección sueca sub-21 el 1 de enero de 2011. 
Ericson lideró la Selección sub-21 durante seis años que alcanzaron un gran éxito en la Eurocopa de 2015, cuando Suecia obtuvo su primer oro al derrotar a Portugal en los penaltis de la final.En diciembre de 2016, el Förbundet anunció que el contrato de Ericson no se ampliaría, ya que expiró en el verano del 2017. Su último campeonato con la Selección sub-21 fue la Eurocopa en junio de 2017, donde Suecia terminó tercera en su grupo después de dos empates por lo que no logró avanzar a la fase final. 
En diciembre del 2019, asumió como entrenador de la Selección de las Islas Feroe.El 16 de octubre de 2024, fue relevado de sus funciones después de una serie de malos resultados.

## Clubes como entrenador
| Club                         | País        | Año       |
| ---------------------------- | ----------- | --------- |
| Täby IS U18                  | Suecia      | 1986      |
| Råsunda IS                   | Suecia      | 1987      |
| AFC Eskilstuna               | Suecia      | 1990-1991 |
| Vasalund/Essinge             | Suecia      | 1992      |
| AFC Eskilstuna               | Suecia      | 1993-1995 |
| Motala AIF                   | Suecia      | 1997-1998 |
| Nacka United FF              | Suecia      | 1999      |
| IFK Norrköping               | Suecia      | 2001-2002 |
| Selección sub-21 de Suecia   | Suecia      | 2011-2017 |
| Selección de Suecia          | Suecia      | 2016      |
| Selección de las Islas Feroe | Islas Feroe | 2019-2024 |

## Palmarés

### Como entrenador

#### Campeonatos internacionales
| Título          | Club                       | País   | Año  |
| --------------- | -------------------------- | ------ | ---- |
| Eurocopa Sub-21 | Selección sub-21 de Suecia | Suecia | 2015 |